# Лауданум
Лауданум (лат. Laudanum) — опиумная настойка на спирту. В более широком смысле — лекарство, в состав которого входит опиум. Был особенно популярен у женщин в викторианскую эпоху как универсальное лекарственное, успокоительное и снотворное средство.

## История
В XVI веке врач и алхимик Парацельс обнаружил, что алкалоиды опиума лучше растворимы в спирту, нежели в воде. Полученную настойку Парацельс назвал лауданум (от лат. laudare «хвалить»). Главным назначением настойки было снижение боли. В последующие века, вплоть до начала XX века, опиум и его производные считались универсальными лекарственными препаратами, свободно отпускались в аптеках и рекомендовались даже детям. Лауданум применялся при слабости и истощении, при бессоннице и возбуждении, при кашле, поносе, кровотечениях, болях.
Со второй половины XIX века, после опиумных войн, викторианскую Англию захлестнула волна наркомании; в то время как мужчины в большинстве случаев употребляли опиум посредством курения или внутривенно, женщины массово употребляли лауданум. Средство считалось безопасным снотворным и успокоительным и часто назначалось врачами при разных видах расстройств, от диареи до депрессии.
Английский поэт Том де Куинси, предположительно погибший от злоупотребления лауданумом, в 1821 году опубликовал книгу «Исповедь англичанина, употреблявшего опиум». Увлечение опиатами в викторианской Великобритании и её колониях отразила Трейси Моффат в своём цикле фотографий «Лауданум».
Практика употребления «лекарственных» наркотиков в самых незначительных случаях постепенно сошла на нет в первой половине XX века, когда в медицинских кругах в полной мере осознали вред, наносящийся организму наркотиками.